# شان وید (بازیکن فوتبال)
شان وید (انگلیسی: Shaun Wade؛ زادهٔ ۲۲ سپتامبر ۱۹۶۹) بازیکن فوتبال اهل بریتانیا است.
از باشگاه‌هایی که در آن بازی کرده‌است می‌توان به باشگاه فوتبال نیوکاسل تاون و باشگاه فوتبال استوک سیتی اشاره کرد.